# عشق در اولویت
« عشق در اولویت» (به انگلیسی: Love On Top) تک‌آهنگی از هنرمند اهل ایالات متحده آمریکا بیانسه است که در سال ۲۰۱۱ میلادی منتشر شد. این تک‌آهنگ در آلبوم ۴ (آلبوم بیانسه) قرار داشت.